# Bàng nước
Fagraea crenulata là một loài thực vật có hoa trong họ Long đởm. Loài này được Maingay ex C.B.Clarke mô tả khoa học đầu tiên năm 1883.